# Hendrik van Würben
Hendrik van Würben (overleden op 23 september 1319) was van 1302 tot 1319 prins-bisschop van Breslau. Hij stamde uit het Silezisch-Moravisch riddergeslacht van Würben.

## Levensloop
Hendrik trad toe tot de geestelijke stand en werd in 1290 tot domheer van Breslau benoemd.
Na het overlijden van bisschop Johan III Romka van Breslau werd hij in 1301 met de steun van koning van Polen en Bohemen Wenceslaus II door de domkapittel tot bisschop van Breslau verkozen. Op 19 maart 1302 werd hij officieel tot bisschop gewijd door de aartsbisschop van Gnesen. In opdracht van bisschop van Mainz Gerard II van Eppstein kroonde Hendrik in 1303 Elisabeth Richezza van Polen, echtgenote van koning Wenceslaus II, in Praag tot koningin van Bohemen.
Tijdens zijn ambtsperiode pleitte hij voor de aansluiting van het hertogdom Silezië bij Bohemen en was hij een belangrijke bondgenoot van het huis Přemysliden. Vanaf het uitsterven van deze dynastie in 1306 ondersteunde hij het huis Luxemburg, dat vanaf 1310 het koninkrijk Bohemen bestuurde. Tegelijkertijd had hij een conflict met de aartsbisschop van Gnesen, omdat die zich te veel bemoeide met de aangelegenheden van het bisdom Breslau. Als gevolg van dit conflict werd Hendrik geëxcommuniceerd en werd de stad Breslau onder interdict geplaatst. Daarnaast had hij ook een conflict met pauselijk legaat Nicolaas Boccasini, de latere paus Benedictus XI. Van 1309 tot 1313 was hij dan weer gevestigd aan het pauselijke hof in Avignon, waar hij in 1310 vermoedelijk deelnam aan het Concilie van Vienne.
Zowel in 1305 als in 1316 hield Hendrik in Breslau twee synodes. Hij trad streng op tegen ketterij, voornamelijk tegen de begijnen en begarden in Schweidnitz en Neuss, en verwachtte ook discipline van de geestelijkheid. Ook werd onder zijn bewind de gotische Dom van Breslau afgewerkt, waar hij na zijn dood in 1319 werd bijgezet.
- Gemeinsame Normdatei: 131949942
- Virtual International Authority File: 77461231
- WorldCat: E39PBJpYCJCQqTjKx8GG9T78md